# Князья Козельские
Козельские князья — княжеский род, ветвь Ольговичей. От них выводят происхождение княжеских родов Болховских, Горчаковых, Елецких, Звенигородских, Мосальских (и его ветви Клубковы-Мосальские, Литвиновы-Мосальские и Кольцовы-Мосальские), Хотетовских. Также на происхождении от Козельских князей претендовали представители дворянских родов Сатиных и Бунаковых.

## История
Козельское княжество было одним из уделов Черниговского княжества. Впервые оно выделилось в 1201 году, когда его получил Мстислав Святославич, сын черниговского князя Святослава Всеволодовича. Его сыновья управляли княжеством до монгольского нашествия
, во время которого погиб младенец князь Василий.
Во второй половине XIII века Козельск оказался в составе Карачевского княжества, которым управляли потомки Мстислава Михайловича, который, согласно родословным, был одним из младших сыновей черниговского князя Михаила Всеволодовича. В первичных источниках данный титул появляется только в 1383 году.
Версия родословных о происхождении Мстислава от Михаила Всеволодовича рядом исследователей подвергается сомнению. В летописях у Михаила Всеволодовича упоминается только один сын — Ростислав. Родословные потомков черниговских князей составлялись в XVI веке: согласно исследованиям М. Е. Бычковой, впервые родословие потомков Михаила Черниговского появилось в Уваровской летописи (создана около 1530 года), где размещено родословие князей Звенигородских. Мстислав там назван вторым сыном Михаила (после Романа Брянского, Ростислав в родословии отсутствует). Также роспись Звенигородских князей содержится в Никоновской летописи (создана в 1526—1530 годах). Возможно, что эти вставки попали в летописи благодаря монаху Иосифо-Волоколамского монастыря Дионисию Звенигородскому. В летописях имя Мстислава не упоминается, в ранних документах его отчество и титул отсутствует. По мнению Н. Баумгартена, который посчитал, что все родословия, выводящие происхождение Черниговских князей к Михаилу Всеволодовичу, ошибка или «подлог» составителей родословий, отцом Мстислава был не Михаил Всеволодович Черниговский, а другой одноимённый черниговский князь. Так в Любецком синодике упоминается «великий князь черниговский» Михаил Дмитревич, который по мнению Р. В. Зотова был сыном козельского князя Дмитрия Мстиславича и правил в Чернигове во второй половине XIII века.
Сохранившихся источников недостаточно, чтобы достоверно указать, какой именно князь был отцом Мстислава. Но сведения о козельских князьях фрагментарны. В 1310 году упоминается о гибели во время захвата Карачева брянским князем Василием Александровичем князя Святослава Мстиславича, который по родословным был сыном Мстислава Михайловича. В 1339 году сообщается о гибели «козельского князя Андрея Мстиславича», убитого своим племянником Василием Пантелеймоновичем. В 1365 году упоминается князь Тит; согласно родословным, он был сыном Мстислава Михайловича, но эта версия имеет хронологические проблемы: судя по времени жизни сыновей, данный князь должен был родиться в конце XIII века и не мог быть сыном Мстислава. Поэтому Тит мог быть не сыном Мстислава Михайловича, а его внуком или правнуком. Дети Тита упоминаются как козельские князья, поэтому, вероятнее всего, Тит также был князем Козельским. Однако в родословии князей Звенигородских у родоначальников данной ветви также использовался титул «князь Козельский».
В конце XIV века козельские князья оказываются в подданстве Великого княжества Литовского, а род потомков Мстислава Михайловича раздробился на несколько ветвей. От Козельских князей выводят происхождение княжеских родов Болховских, Горчаковых, Елецких, Звенигородских, Мосальских (и его ветви Клубковы-Мосальские, Литвиновы-Мосальские и Кольцовы-Мосальские), Хотетовских. Также на происхождении от Козельских князей претендовали представители дворянских родов Сатиных и Бунаковых.

## Описание герба
Герб князей Козельских — это герб великого княжества Черниговского: в золотом поле чёрный одноглавый орёл с распростёртыми крыльями с золотой короной на голове, держащий в левой лапе большой золотой крест. Щит покрыт княжеской мантией и российской княжеской шапкой.

## Козельские князья
- 1201 — 1216/1219: Мстислав Святославич (ум. 31 мая 1223), князь козельский 1201—1216/1219 годах, князь черниговский с 1216/1219 года.
- 1216/1219 — 1223: Дмитрий Мстиславич (ум. 31 мая 1223), князь козельский с 1216/1219 года, сын предыдущего.
- 1223 — ок. 1238: Иван Мстиславич (ум. ок. 1238), возможно, князь козельский с 1223 года, брат предыдущего[2][17].
- 1238: Василий (ум. 1238), князь козельский в 1238 году, внук Мстислава Святославича, возможно, сын предыдущего[3][17].
- Мстислав Михайлович, по родословнным князь карачевский и козельский с 1246 года[1].
- Андрей Мстиславич (ум. 1339), князь козельский[17] или звенигородский[10].
- Тит Мстиславич, князь карачевский[1] или козельский[4]. Он имел сыновей: Святослава и Василия (?), кн. карачевских, и Федора (?) и Ивана — козельских[1].

В качестве козельских князей также упоминаются:
- Борис Иванович, кн. козельский (по другим родословным — перемышльский), сын Ивана Михайловича, кн. козельского и перемышльского, в 1490 г. вместе с отцом и сыном своим Федором. выехал из Литвы на службу к великому князю московскому и принимал участие в походах своего отца. От него, через внука его Ивана Федоровича, по прозванию Горчака, происходят кн. Горчаковы[1].
- Иван Михайлович кн. козельский, по другим родословным — перемышльский, единственный сын князя Михаила Семеновича козельского, правнук Владимира Андреевича. По некоторым родословным он перешел из литовского в московское подданство с сыном Борисом и внуком Федором в 1490 г.; в 1499 г. ходил против ордынских казаков, нападавших на козельские места, а в 1503 г. с московскими полками ходил отвоевывать свои родовые владения от литовцев. Летописи упоминают об нем под 1490 и 1500 гг. и, по-видимому, смешивают его с кн. И. М. Воротынским[1].
- Иван Федорович, по прозванию Горчак, кн. козельский, единственный сын Федора Борисовича козельского, родоначальника кн. Горчаковых, известен только по родословным[1].